# Niederer Fläming
Niederer Fläming – gmina w Niemczech w kraju związkowym Brandenburgia, w powiecie Teltow-Fläming, wchodzi w skład urzędu Dahme/Mark. Do 31 grudnia 2017 samodzielna gmina.

## Dzielnice
W skład gminy wchodzą następujące dzielnice:
| - Bärwalde - Borgisdorf - Gräfendorf - Herbersdorf - Hohenahlsdorf - Hohengörsdorf | - Hohenseefeld - Höfgen - Körbitz - Kossin - Lichterfelde - Meinsdorf | - Nonnendorf - Reinsdorf - Riesdorf - Rinow - Schlenzer - Sernow | - Waltersdorf - Welsickendorf - Weißen - Werbig bei Jüterbog - Wiepersdorf |